# Gottfried von Hohenlohe

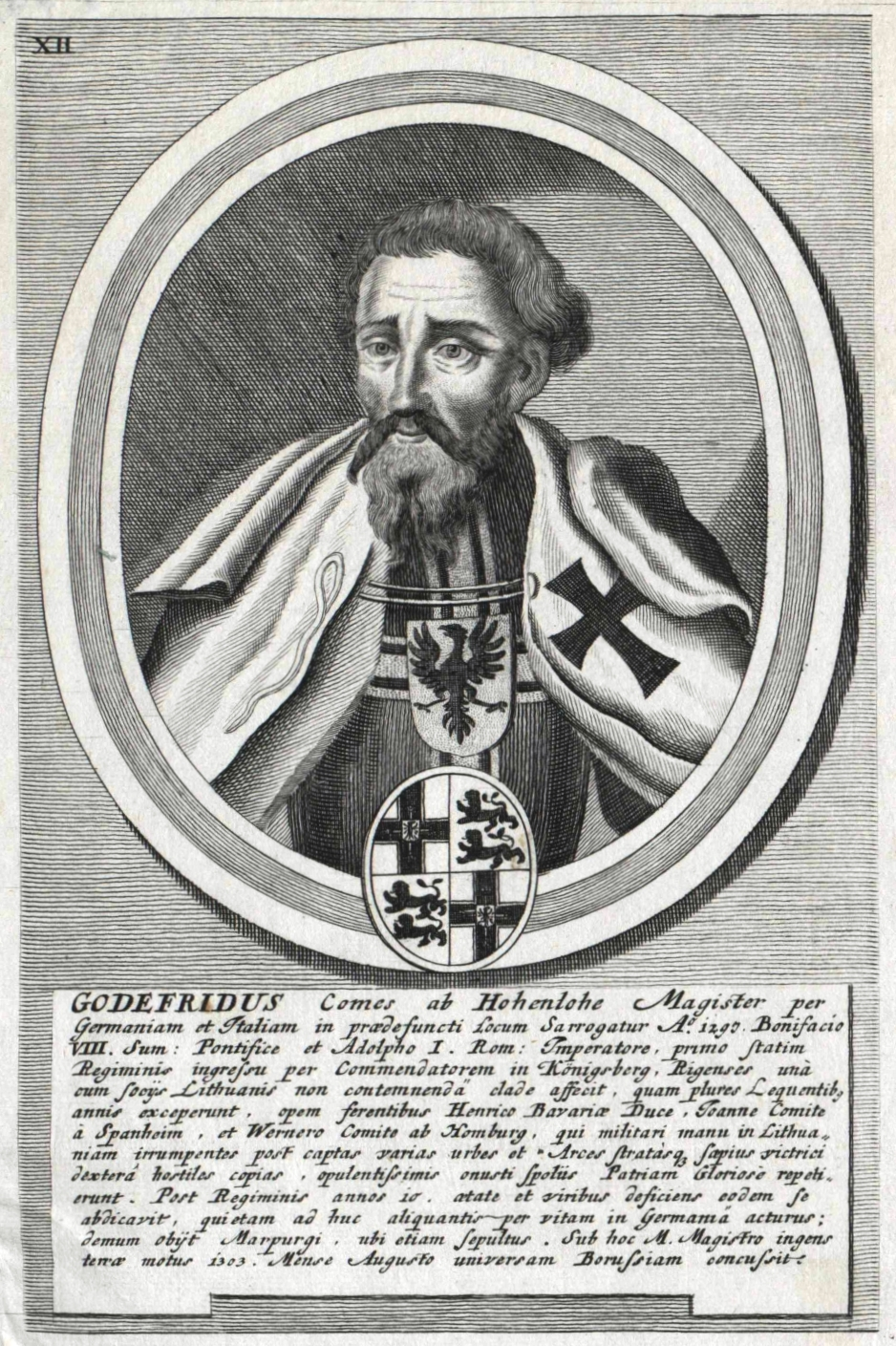
Gottfried von Hohenlohe

Hochmeisterwappen Gottfrieds von Hohenlohe

Gottfried von Hohenlohe (* 1265; † 5. November 1309 in Mergentheim) war der 14. Hochmeister des Deutschen Ordens.

## Leben
Gottfried war ein Sohn von Kraft I. von Hohenlohe und Willeborg von Wertheim. Zu seinen Verwandten zählt ein früherer Hochmeister Heinrich von Hohenlohe, der ein Bruder seines Großvaters war.
Gottfried trat mit seinem 14. Lebensjahr in den Deutschen Orden ein. Seit dem Jahre 1290 war er zunächst Landkomtur von Franken und dann von 1294 bis 1297 Deutschmeister. Gottfried wurde nach der Vertreibung des Ordens aus dem Heiligen Land am 3. Mai 1297 in Venedig zum Hochmeister gewählt. Schnell war er in den Konflikt zwischen dem Orden und dem Bischof von Riga verstrickt. Bischof Johannes von Schwerin starb 1300 in Rom, als Papst Bonifatius VIII. den Streit schlichten wollte. Der Verlust der Besitzungen des Ordens bei Venedig und Neapel im Jahre 1303 führte zu seinem Sturz: am 18. Oktober 1303 unterzeichnete er in Elbing seinen Rücktritt. Er bekam die Deutschordensballei Franken und zog sich nach Mergentheim zurück. Das Vorgehen war innerhalb des Ordens umstritten, zumal er bald darauf seinen Amtsverzicht widerrief. Er wurde von vielen Rittern bis zu seinem Tod 1309 als Hochmeister betrachtet. Er wurde in Marburg begraben.